# Colletes annejohnae
Colletes annejohnae är en biart som beskrevs av Kuhlmann 2003. Colletes annejohnae ingår i släktet sidenbin, och familjen korttungebin. Inga underarter finns listade i Catalogue of Life.